# James Cohen van Elburg

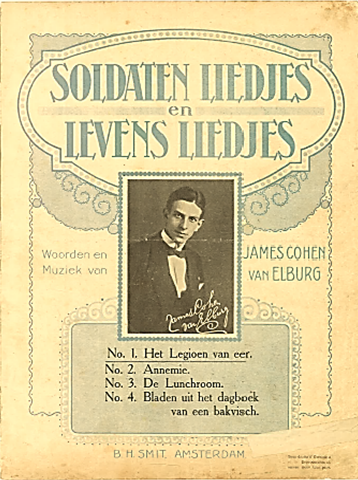
Omslag liedjesalbum van James Cohen van Elburg

James Cohen van Elburg was de artiestennaam van James Cohen (Amsterdam, 7 augustus 1897 – Blaricum, 31 januari 1932), een Nederlandse cabaretier, dichter en componist. De toevoeging ‘van Elburg’ ontleende hij aan de geboorteplaats van zijn vader.

## Biografie
James was zestien toen hij werd toegelaten tot de Amsterdamse toneelschool. Een jaar later stuurde hij zijn eerste liedjes naar Jean-Louis Pisuisse. Die vond ze zo goed dat hij er enkele zelf ging gebruiken. In 1917 organiseerde het Concertbureau van Max van Gelder ‘Intieme kunstavonden’ in het Amsterdamse Centraal Theater. Trekpleister was Jean-Louis Pisuisse, maar James was een vaste keus als zanger van Hollandse cabaretliedjes. Hij schreef zelf de tekst en de muziek en ook anderen zetten graag zijn liedjes op hun repertoire. Behalve Pisuisse waren dat o.a. Stella Fontaine, Hein Raven en Fien de la Mar. Uitgeverij G. Calsbach & Co. in Amsterdam gaf enkele albums met zijn liedjes uit.
Hij trouwde in 1919 in Den Haag met de tien jaar oudere Sophia Andriesse, een gescheiden vrouw met een zoon. Ze kregen samen een dochter en een zoon. Zijn optredens beperkten zich in die periode tot schnabbels. Hij moest het vooral hebben van zijn liedjes die hij voor anderen schreef. In 1925 werd hij failliet verklaard, maar wegens gebrek aan baten werd het faillissement na een maand weer opgeheven.
Om zichzelf weer in de schijnwerpers te plaatsen organiseerde hij in 1926 een groot feest in de Haagse dancing Arcadia om zijn tienjarig jubileum als dichter-componist te vieren. Ondertussen was de belangstelling voor het levenslied sterk teruggelopen en James besloot zich op een nieuwe mode te richten: de revue. Zijn eerste poging in 1927 (’n riks ...... is niks! grote nieuwe dol komische revue) kwam niet verder dan een eenmalige opvoering. Maar zijn revue Hij is reuze werd in 1928 in Amsterdam zo'n 140 keer opgevoerd, eerst in de Passage bioscoop en daarna in het Tip-Top-Theater. Vervolgens ging hij ermee de provincie in: Den Helder, Hilversum, Hoorn, Amersfoort, Delft, Heerenveen, Steenwijk, Kampen en Groningen, overal trok hij volle zalen en waren de recensies lovend.
In datzelfde jaar adverteerde hij met drie andere revue-titels: Lachen maar!!, Dik in orde, en Vind je het fijn?. Verder dan één aankondiging kwamen ze niet en daarna werd het stil rond James Cohen van Elburg. In juni 1928 was hij van Den Haag weer naar Amsterdam verhuisd, waar hij zich nog steeds componist en dichter noemde. Kennelijk kon hij daarmee zijn brood niet meer verdienen want iets later bleek hij handelsreiziger te zijn, in radio’s. In 1930 vertrok hij met zijn gezin naar Huizen. Waarschijnlijk had dat met zijn gezondheid te maken. Binnen twee jaar stierf hij ‘na langdurig lijden’, pas vierendertig jaar oud.

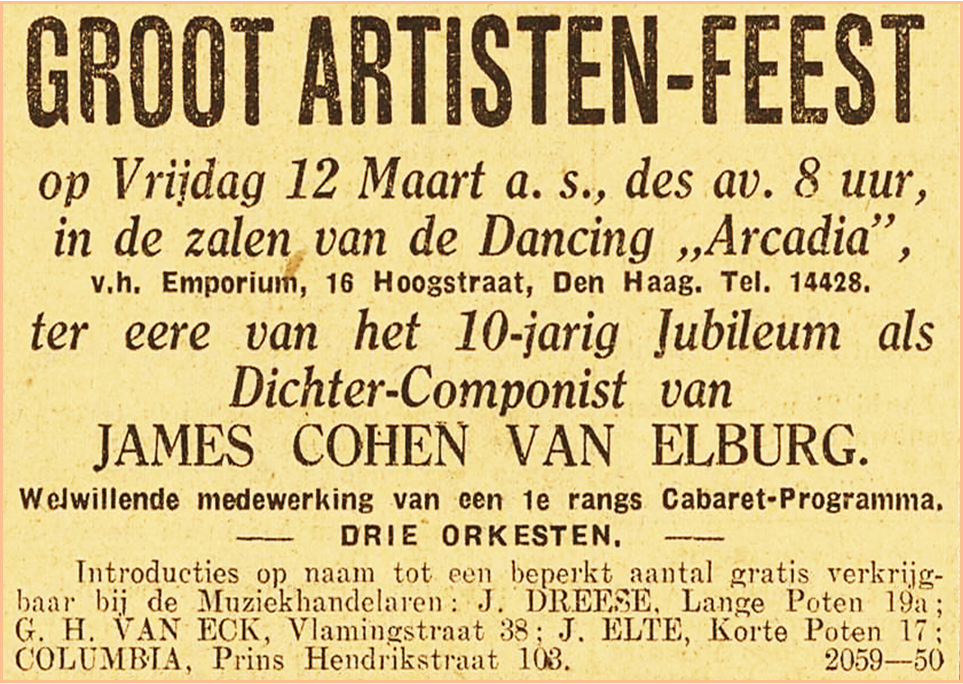

## Soldatenliedjes
De carrière van James Cohen begon tijdens de Eerste Wereldoorlog en net als bijvoorbeeld Koos Speenhoff en Dirk Witte maakte hij liedjes voor het gemobiliseerde soldatenpubliek. Soldaten werden geregeld bij burgers ingekwartierd en James beschreef in ‘Annemie’ hoe de harten van meisjes op hol sloegen voor die gezonde jongens in uniform. De discussie over wel of niet neutraal blijven situeerde hij ‘Bij den kapper’. Iedere klant had een eigen mening en de kapster sprak tot besluit: ‘En ik denk: jullie zijn mijn klanten./’t Gaat mij niet aan, ik blijf neutraal.’ De Nederlandse regering hield die neutraliteit krampachtig vol, ook als er slachtoffers vielen in Nederland door oorlogshandelingen. De verontwaardiging daarover in de kranten stelde James aan de kaak in ‘Holland – en de oorlog’: ‘Moedig zijn de journalisten/met hun oordeel in de krant,/maar het zou toch flinker wezen/met de wapens in de hand!’ De Britse propagandafilm Battle of the Somme was een stimulans voor de Engelse jongens zich te melden voor de strijd, terwijl die film in Nederland juist het pacifisme mobiliseerde. James Cohen reageerde daarop met ‘’t Legioen van eer, een brief van een gewond soldaat in Frankrijk’. Het lied eindigt met:

Nu zeg, ik kan niet verder schrijven

Dit is m’n laatste groet ... niet meer,

Ik kan niet langer blijven leven

Maar ik heb – ’t legioen van eer.

Zijn boodschap kwam hard aan bij het publiek.

## Levensliedjes
Tijdens en na de Eerste Wereldoorlog was er veel belangstelling voor het levenslied. James Cohen deed daar volop aan mee met titels als ‘Haar eerste bal’, ‘De verliefde bakvisch’, ‘Brief van een dronken student ‘,’Het wijnglas’, ‘Het deftige dorp’, Verloren idealen’, 'De ouwe Vrijster’, ‘Tennisliedje’ en ‘Moeders portret’. 
Het enige liedje in dit genre dat nu nog enige bekendheid geniet is Izak Meijer’s wiegelied. Max Tailleur, Sylvain Poons en Jenny Arean zongen het na de oorlog.
Het drong zelfs in 2019 door tot de eindselectie van ‘Het mooiste theaterlied van 1919’.
Max van Praag had dit lied in 1920 horen uitvoeren door James Cohen. Hij vond het toen ‘beneden alle peil en druipend van sentimentaliteit’. Toen hij het dertig jaar later (‘na de vernietiging’) hoorde zingen door Max Tailleur ontroerde ‘dat enige Amsterdams-Joodse liedje’ hem zo hevig dat hij zijn tranen moest bedwingen.  
In het lied zingt een sinaasappelhandelaar zijn pasgeboren zoontje toe. Het tweede couplet luidt:
| Wat je ook worden zal, ik wens je altijd brooche (zegen) Altijd mazzel, lieve schmoel Als je dertien bent Ga jij met de misjpooche (familie) Voor barmitswe naar de Sjoel. En daar zing je Sjem-borchoe (de naam geloofd zij Hij) Onze mooiste zangen toe... | Later trouw je ook, m’n schat Ben je van het boem'len zat Krijg je zelf een kindje weer En misschien krijg j' er wel meer Waar je heel hard voor moet sapp'len Doe maar niet in sinaasapp'len. |

In het volgende couplet hoopt hij dat zijn zoontje later misschien wel advocaat wordt en dan moet hij bestand zijn tegen het Joodse leven: 

Schelden ze jou soms voor Jood

Zeg dan niks... en hou je groot...

Anders moet je duelleren

Kan zo’n goj (niet-jood) je nog bezeren!

Het refrein: 

Slaap maar zacht 

Mijn kleine Izak Meijer.